# Militärschleppbahnen auf dem Steinfeld

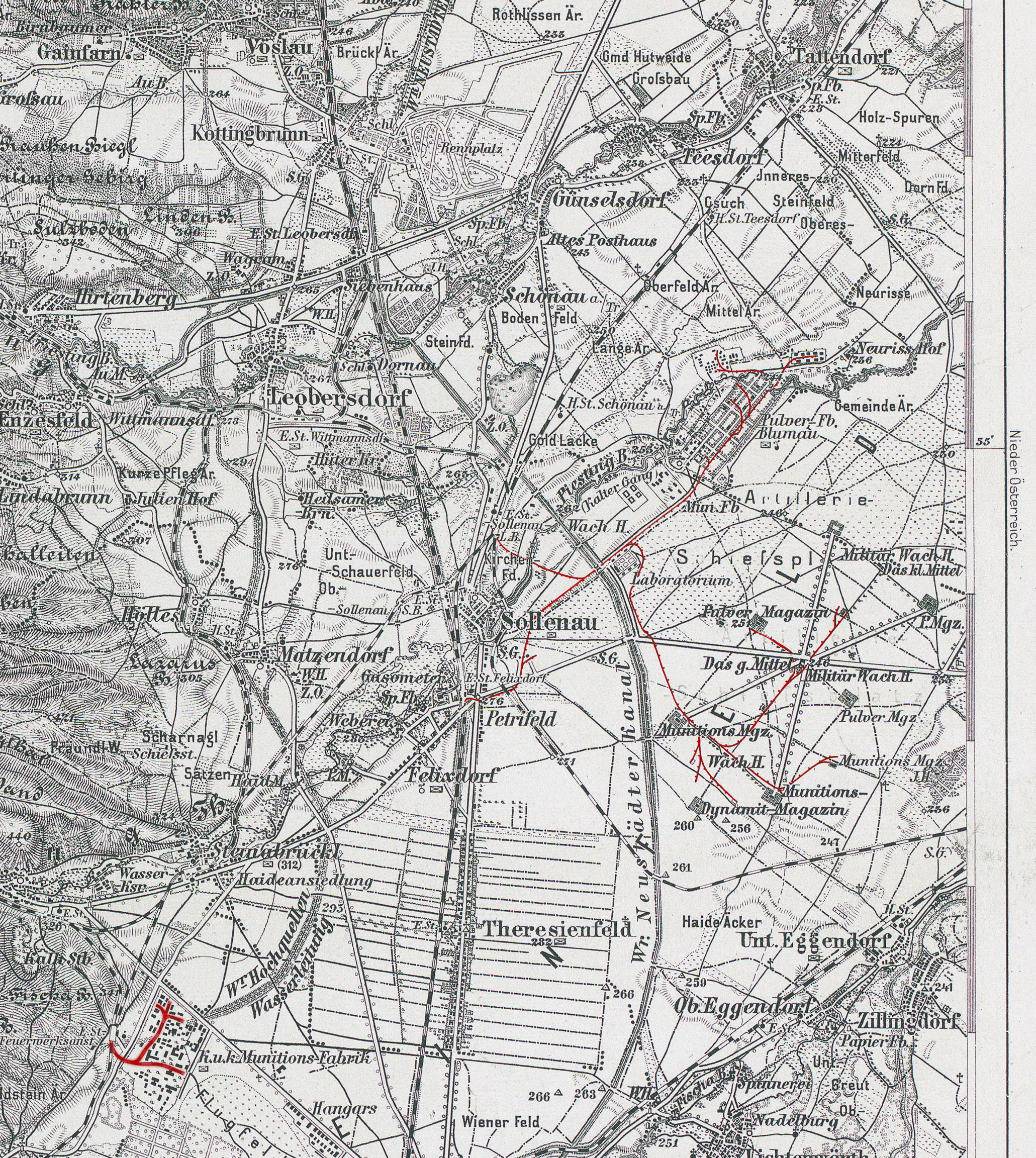
Das Netz der Schleppbahnen (rot markiert) im Jahr 1915, vor den kriegsbedingten Erweiterungen

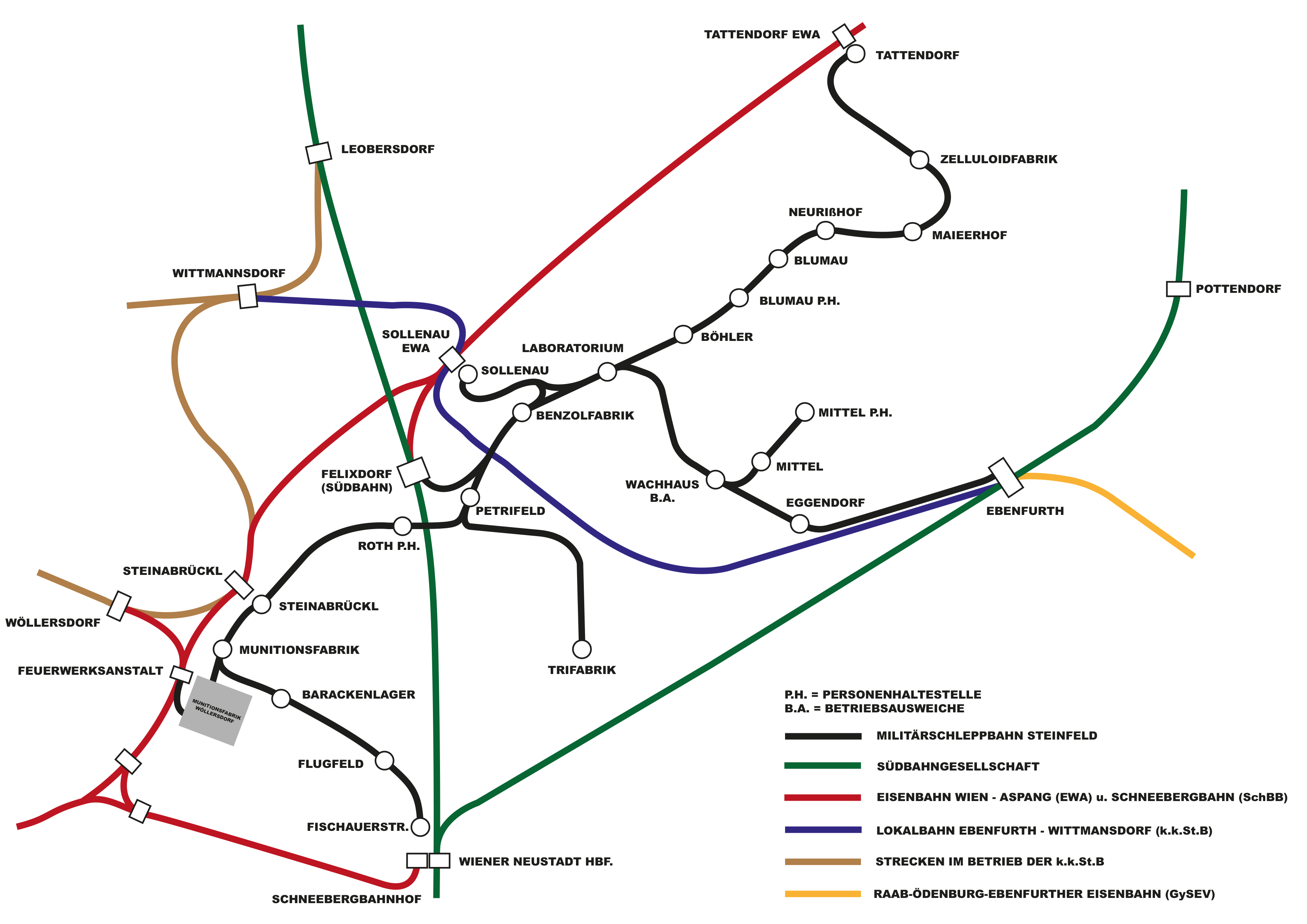
Schematischer Streckenplan

Die Militärschleppbahnen auf dem Steinfeld in Niederösterreich umfassten ein großes Netz an Schleppbahnen zur Verbindung der hier ansässigen Rüstungs- und Munitionsfabriken. Das über 200 km lange Bahnnetz der k.u.k Schleppbahnen auf dem Steinfeld existierte ab den 1880er Jahren bis nach 1945.

## Geschichte
Auf dem Steinfeld nördlich von Wiener Neustadt, speziell im Bereich von Blumau, Neurißhof und Wöllersdorf, entstanden ab 1780 umfangreiche Munitionsdepots (damals als Pulvermagazine bezeichnet).
Ab etwa 1815 begann in Wöllersdorf die Erzeugung von Raketen (im Volksmund „Feuerwerksanstalt“ genannt), welche 1860 in eine Artilleriemunition-Fabrik (später k.u.k Munitionsfabrik) umgewandelt wurde. 1891 wurde mit der k.u.k. Pulverfabrik Blumau die erste staatliche Munitionsfabrik Österreichs errichtet. Um die aufgrund der Explosionsgefahr sehr verstreut auf dem eher dünn besiedelten Steinfeld liegenden Munitionsfabriken, Schießplätze und Munitionslager zu verbinden, wurde ab 1888 ein umfangreiches Schleppbahnnetz angelegt.
Dies bestand im Wesentlichen aus zwei Streckennetzen:

### Schleppbahnen Felixdorf – Blumau und Sollenau – Großmittel
Zuerst wurde am 1. September 1888 mit den Bauarbeiten der Strecke Felixdorf – Steinfeld begonnen, die im Bereich des „Großen Mittels“ gelegenen Munitionsmagazine 1, 2, 7, 8 und 11 sowie der dortige Schießplatz wurden ebenfalls an das Netz angeschlossen. Die Schleppbahn kreuzte sowohl die Triester Straße als auch die 1883 in Betrieb genommene Lokalbahn Ebenfurth–Wittmannsdorf niveaugleich. Der Betrieb erfolgte zu Beginn mittels Pferden. 1890 wurde die Schleppbahn aufgrund des geplanten Baus der geplanten Pulverfabrik in Blumau umfassend umgebaut und erweitert und 1891 nach Neurißhof zur Nitrozellulosefabrik der Dynamit Nobel AG verlängert.
Der Lokomotivbetrieb auf der Schleppbahn wurde am 1. Oktober 1893 aufgenommen. 1894 und 1897 erfolgten Erweiterungen, im Jahr 1900 wurde der mehrgleisige Bahnhof Groß-Mittel zur besseren Verteilung eingerichtet. Aufgrund der Gefährdung der Ortschaft Felixdorf durch die Munitionstransporte wurde am 16. Jänner 1901 die Verbindungsstrecke von der Abzweigung Laboratorium in den Bahnhof Sollenau der Aspangbahn in Betrieb genommen. Dadurch sank allerdings der Güterumschlag in Felixdorf zu Lasten der Südbahn-Gesellschaft, die durch Umbau der Gleisanlagen auf ihre Kosten versuchte, diesen wieder von der Eisenbahn Wien-Aspang (EWA) zurückzugewinnen.
Im August 1905 wurde die Anschlussbahn zur Munitionsfabrik der Gebrüder Böhler AG zwischen Laboratorium und Blumau eröffnet. 1907 wurden zur Sicherung des stetig steigenden Verkehrs elektrische Distanzsignale aufgestellt. In den folgenden Jahren wurde das Netz der Schleppbahn stetig erweitert und weitere Betriebe und Munitionsdepots angeschlossen.
Zur Geschichte der Pulverfabrik Blumau siehe auch: Blumau-Neurißhof

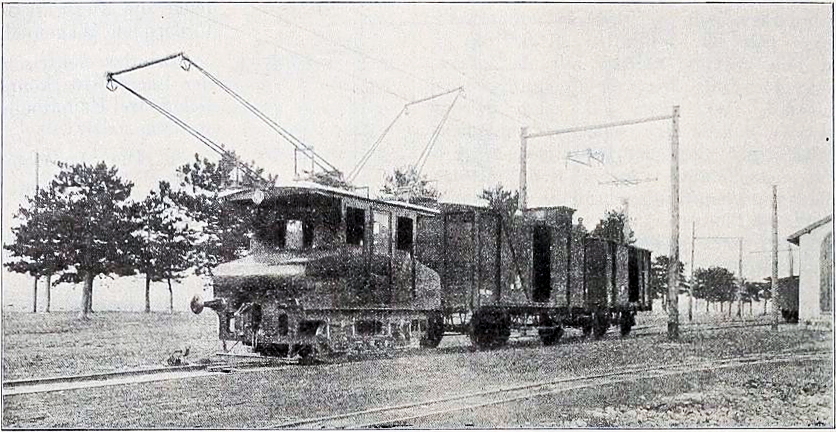
Die elektrische Werksbahn in Wöllersdorf (1902)

### Schleppbahn Wöllersdorf
Im Februar 1901 erhielt die Munitionsfabrik Wöllersdorf eine Schleppbahn mit Anschluss an die Station Feuerwerksanstalt der Schneebergbahn. Diese Strecke wurde ab 1902 elektrisch betrieben, Ganz & Co. aus Budapest lieferte dazu die elektrischen Anlagen für den Betrieb mit 3000 V Dreiphasenwechselspannung und eine erste zweiachsige Lokomotive. Das System und die Lok wurden von Ganz-Chefkonstrukteur Kalman Kandó entwickelt.

### Schmalspurige Werksbahnen
Zur Materialversorgung der einzelnen Betriebe wurden zahlreiche Roll- und Feldbahnen errichtet, allein in Wöllersdorf bestanden 74 Kilometer Feldbahngleise in Spurweite 500 mm für händischen Betrieb. In der Pulverfabrik Blumau bestanden Gleisanlagen in 600-mm-Spurweite, bei der Munitionsfabrik Böhler in Bosnischer Spurweite. Die Pulverfabrik Roth betrieb eine 1916 erbaute Schleppbahn vom Bahnhof Felixdorf zur Fabrik in 600-mm-Spur mit Lokomotivbetrieb, deren Länge ca. 4 Kilometer betrug. Hier kamen 1918 zwei von der Böhmisch-Mährischen Maschinenfabrik gebaute Dreikuppler der Type R IIIc zum Einsatz. 1917 wurde ein ca. 10 Kilometer langes Gleisnetz in Spurweite 700 mm auf dem Schießplatz der Schießversuchskommission errichtet. Der Transport von Geschützen und Munition zwischen dem Küstengeschützstand, den Laboratorien und dem Schießplatz erfolgte mit motorbetriebenen Feldbahnwagen. Auch das Minenhauptdepot bei Siegersdorf besaß eine Feldbahn mit Motorwagen, hierzu sind jedoch keine Daten bekannt.
Die Einstellung dieser Feldbahnen erfolgte wahrscheinlich mit Kriegsende, einzig die Feldbahn am Schießplatz war nachweislich auch noch nach Kriegsende zum Transport von Sprengmaterial im Einsatz.

### Erster Weltkrieg
Der Ausbruch des Ersten Weltkrieges brachte eine schlagartige Ausweitung der Produktion in den Munitionsfabriken, was den Bau zahlreicher neuer Strecken, Ausweichen und Rangierbahnhöfe bedingte.
1915 erfolgte als erster Schritt eine Erweiterung der Bahnanlagen am Mittel um einen Rangierbahnhof sowie Anschlussgleise zu Munitionsdepots und Baracken, so dass im Jahr 1916 insgesamt 44 Munitionsdepots ans Gleisnetz angeschlossen waren. Am 15. März 1915 erfolgte die Inbetriebnahme der 4,1 km langen Verlängerung der Schleppbahn von Blumau-Neurißhof nach Tattendorf, wo ein zweiter Anschluss an die Aspangbahn gegeben war. Zeitgleich wurden mehrere Umfahrungsgleise, welche teilweise zweispurig ausgeführt waren, um die Pulverfabrik und die Zelluloidfabrik in Blumau angelegt, welche über mehrere Gleisanschlüsse und Ausweichen verfügten. Ebenfalls 1915 wurde aufgrund technischer Schwierigkeiten der Drehstrombetrieb in Wöllersdorf aufgegeben und die durch den laufenden Ausbau der Munitionsfabrik stetig erweiterte Bahn nun mit 800 V Gleichspannung betrieben.
Von 1915 an trug das Bahnnetz die offizielle Bezeichnung k.u.k Schleppbahnen auf dem Steinfeld. Anfang 1916 wurde ein Projekt zur Elektrifizierung der Schleppbahnen ausgearbeitet, um die Explosionsgefahr durch den Funkenflug der Dampflokomotiven zu minimieren. Aufgrund der zu erwarteten Betriebsstörungen durch den Umbau wurde das Projekt aufgeschoben und nicht verwirklicht.
Am 31. Mai 1916 wurde die Strecke von der Munitionsfabrik Wöllersdorf nach Großmittel in Betrieb genommen, diese hatte im Bereich von Felixdorf Anschlussgleise zur Pulverfabrik Roth sowie dem neuen Tritolwerk. Die Strecke begann in Wöllersdorf im neu angelegten Verschubbahnhof „Munitionsfabrik“, welcher nördlich von dieser gelegen war und führte zunächst nordwärts Richtung Steinabrückl. Ab da folgte die Bahn der Straße nach Felixdorf, passierte bei Theresienfeld die Südbahn und die Triesterstraße auf eigenen Brücken und mündete in die vom Bahnhof Felixdorf kommende Schleppbahn. 1916 erhielt die neuerrichtete Benzolfabrik (zwischen Felixdorf und Laboratorium gelegen) einen Gleisanschluss mit eigenem Rangierbahnhof, welcher zuerst den Namen Küstengeschützstand trug.
1917 nahm die Verbindungsstrecke von Großmittel zum Bahnhof Ebenfurth der Pottendorferbahn sowie der GySEV (Anschluss nach Ungarn) den Betrieb auf, das Gleis lag ab Eggendorf parallel zu dem der Lokalbahn Ebenfurth–Wittmannsdorf. Im gleichen Jahr wurde mit dem Bau eines zweiten Gleises zwischen Benzolfabrik und Neurißhof begonnen, dieses wurde jedoch nicht mehr fertiggestellt.
Am 8. Mai 1918 wurde als letztes Teilstück die Strecke von der Munitionsfabrik Wöllersdorf entlang der Gutensteiner Straße zur Artilleriekaserne in Wiener Neustadt eröffnet. Diese band auch das Flugfeld Wiener Neustadt an das Netz der Militärschleppbahn an, dessen Gleisnetz schlussendlich an die 216 Kilometer Länge betrug.

### Betriebsführung
Bereits 1894 wurde der beschränkt öffentliche Personenverkehr auf der Strecke Felixdorf–Blumau aufgenommen, die Fahrordnung umfasste jedoch nur wenige Personenzüge. Im Ersten Weltkrieg stieg das Verkehrsaufkommen rapide an, bis zu 40.000 Menschen fanden in den Rüstungs- und Munitionsfabriken auf dem Steinfeld Arbeit. Dementsprechend musste auch die Schleppbahn neben dem extrem angestiegenen Güterverkehr auch im Personenverkehr Höchstleistungen erzielen. Höhepunkt war das Betriebsjahr 1918 mit 80.000 beförderten Personen in der 2. Klasse und 2.300.000 in der 3. Klasse. Mit 300.000 beförderten Güterwagen war das Jahr 1916 dasjenige mit dem stärksten Verkehrsaufkommen, zeitweise wurden bis zu 1.600 Personen pro Zug auf der Strecke Felixdorf–Blumau befördert. Im Jahr 1916 betrug der Personalstand auf der Militärbahn ca. 350 Mann.
Durch das Hantieren mit explosionsgefährdeten Materialien kam es immer wieder zu verheerenden Unfällen, beispielsweise wurden bei der Explosionskatastrophe in Großmittel 1917 mit bis zu 300 Toten auch die Anlagen sowie die Fahrzeuge der Militärbahn schwer in Mitleidenschaft gezogen. Zu diesem Zeitpunkt arbeiteten in den Fabriken von Blumau rund 30.000 Personen.

### Niedergang
Das Kriegsende und der Untergang der Habsburgermonarchie 1918 bedeuteten ein abruptes Ende der regen Rüstungsindustrie am Steinfeld. Die fortan bedeutungslosen Schleppbahnen gingen, wie auch die Fabriken, in den Besitz der Hauptanstalt für Sachdemobilisierung über. Im November 1919 wurden die Strecken an die Verwaltungskommission für Heeresbetriebe übergeben. In Folge kam es zu einer Öffnung für den öffentlichen Personenverkehr, welcher 1920 zwischen Felixdorf und Tattendorf mit Anschluss nach Großmittel sowie zwischen Wöllersdorf und Wiener Neustadt durchgeführt wurde. Letztgenannter Abschnitt wurde bereits am 4. Juli 1920 eingestellt.
Es kam jedoch durch den Wegfall der Rüstungsindustrie zum wirtschaftlichen Niedergang des Steinfeldes, der auch vor der Schleppbahn nicht Halt machte. Diese 1925 in das bundeseigene Unternehmen Schleppbahn Blumau umgewandelt und 1926 wurden zwischen Felixdorf und Tattendorf insgesamt vier Zugpaare geführt, von denen jedoch nur ein einziger Zug die gesamte Strecke befuhr. Mit 15. Mai 1928 wurde die Strecke Felixdorf – Tattendorf in eine Lokalbahn (mit Betriebsführung durch die BBÖ) umgewandelt, jedoch war der Niedergang nicht mehr aufzuhalten.

#### Streckeneinstellungen
- Anschlussgleise Großmittel: ab 1919 teilweise abgetragen, Gleise zu den Munitionsfabriken vorerst erhalten
- Wöllersdorf – Wiener Neustadt: 4. Juli 1920
- Großmittel – Ebenfurth: 1921 abgetragen
- Wöllersdorf – Großmittel: ab 4. April 1923 eingestellt und in Folge abgetragen, Anschlussgleis Trifabrik in die Lokalbahn Ebenfurth - Wittmansdorf eingebunden
- Sollenau EWA – Laboratorium: 1926 Auflassung der Station Sollenau, 1933 Abtragung der Strecke
- Blumau-Neurißhof – Tattendorf: mit 1. September 1932 eingestellt und anschließend abgetragen

### Zweiter Weltkrieg und das endgültige Aus
Im Zweiten Weltkrieg kam es durch die wieder aufgenommene Rüstungsproduktion bzw. die Lagerung von Munition in Großmittel wieder zu einem Betrieb auf den noch vorhandenen bzw. wiederhergestellten Anschlussgleisen, welcher durch die Deutsche Wehrmacht mit Lokomotiven WR 360 C 14 durchgeführt wurde. Durch verheerende Bombardierungen von Wiener Neustadt und den Demontierungen der sowjetischen Besatzungsmacht nach Kriegsende kam die Rüstungsindustrie am Steinfeld 1945 endgültig zum Erliegen. Die noch vorhandenen Anschlussgleise in und um Blumau sowie in Großmittel wurden in Folge stillgelegt und abgebaut.

## Überbleibsel

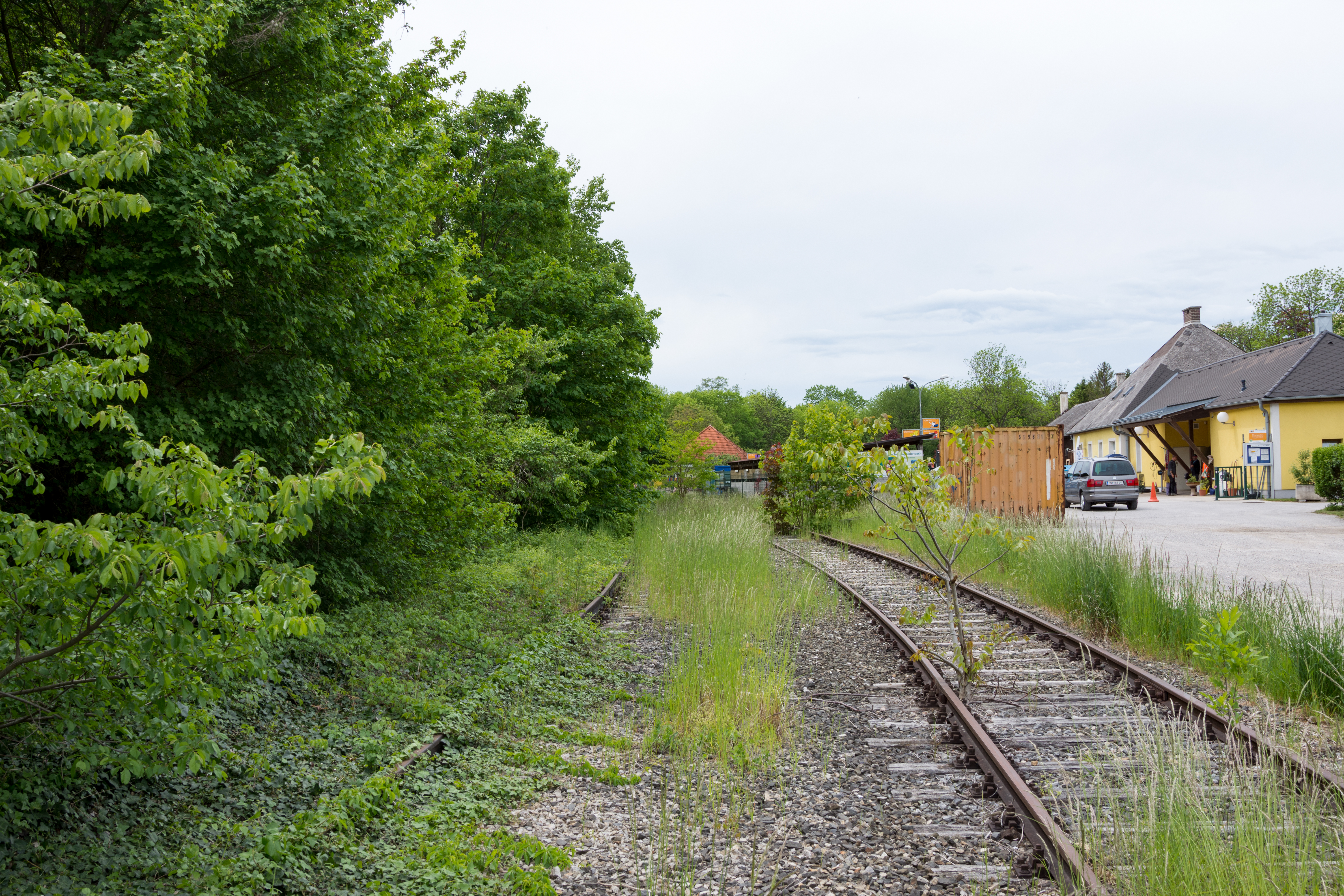
Der Bahnhof Blumau-Neurißhof (2021)

Von den ehemals umfangreichen Bahnanlagen ist nur mehr die heute als Anschlussbahn des Österreichischen Bundesheeres genützte Strecke von Felixdorf nach Blumau-Neurißhof erhalten, auf der bis Oktober 1952 noch Personenverkehr geführt wurde. Die Konzession erlosch im Jahr 2014. Einige vollkommen verwachsene Anschlussgleise führen noch zu den ehemaligen Heeresfabriken.
In Blumau-Neurißhof war in den 1950er bis 1970er Jahren die Firma Hebenstreit (später Almeta) in einer alten Werkshalle der Munitionsfabriken ansässig, deren Hauptaufgabe das Verschrotten ausrangierter Dampflokomotiven der ÖBB war. Unter anderem wurden hier die letzten Exemplare der Schnellzuglokomotiven Reihe 310 der k.k. Staatsbahnen (ÖBB Reihe 16) zerlegt.

## Fahrzeuge
Bis auf die Schleppbahn in Wöllersdorf wurden die Strecken der Militärbahn mit Dampflokomotiven befahren, welche teilweise mit Rauchverzehreinrichtungen ausgestattet waren.
Lok 1 (Hohenzollern Fabr. Nr. 718/1893) war eine Feuerlose Lokomotive, bewährte sich jedoch nicht, so dass die nächsten beiden Lokomotiven mit den Nummern 2 und 3 (Wiener Neustadt 3915/1896 bzw. 4175/1899) den Lokalbahnlokomotiven der Reihe kkStB 97 stark ähnelten. 1911/13 wurden zwei Dreikuppler-Lokomotiven mit den Nummern 11 und 12 (Wiener Neustadt 5070/1911 und 5166/1913) beschafft, die später die BBÖ Reihennummer 162 trugen.
1915/16 wurden aufgrund des gestiegenen Verkehrs zwei Lokomotiven der Reihe kkStB 178 bei der Lokomotivfabrik Krauss in Linz beschafft, welche die Nummern 21 (7114/1916) und 22 (7115/1916) erhielten. Aufgrund des enorm gestiegenen Verkehrs reichten die vorhandenen Maschinen jedoch bald nicht mehr aus, so dass leihweise auch Loks der EWA (Reihe IVd), der kkStB (Reihe 178 und Reihe 99) sowie der Südbahngesellschaft (Serie 32d) aushelfen mussten. 1916/17 lieferte Henschel in Kassel insgesamt 22 Vierkuppler der Reihe 578 an die k.u.k Heeresbahnen, von denen 12 Maschinen (578.011 bis 578.022) zu den k.u.k Schleppbahnen auf dem Steinfeld kamen.

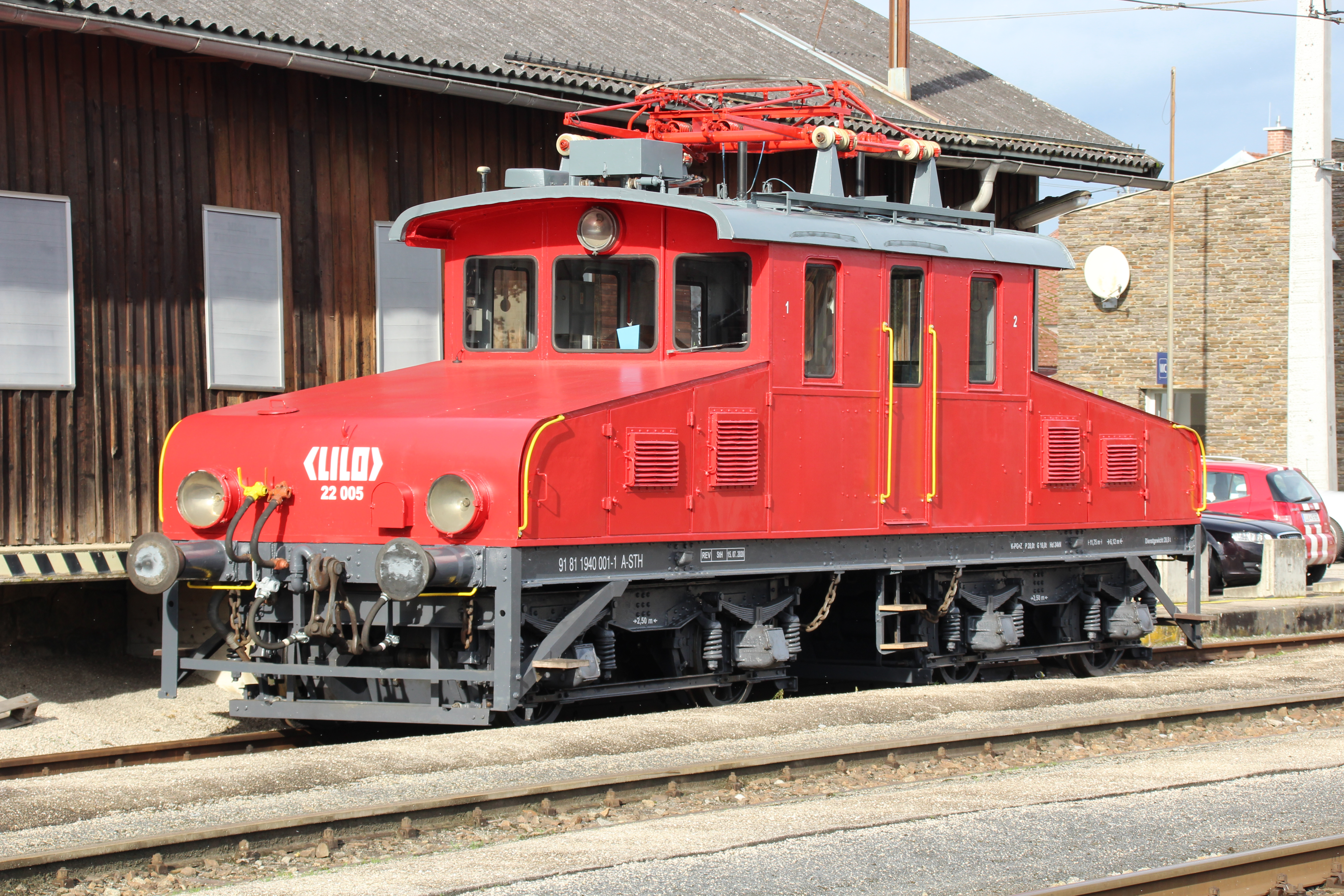
Die ehemalige Wöllersdorf II (2020)

Die elektrische Werksbahn der Munitionsfabrik Wöllersdorf nahm ihren Betrieb 1902 mit einer zweiachsigen Lokomotive von Ganz & Co. auf, die 1913 durch eine vierachsige Lokomotive ergänzt wurde. Nach der Umstellung auf 800 V Gleichspannung wurde letztere auf Gleichstrombetrieb umgerüstet und drei weitere Lokomotiven bei Ganz & Co. beschafft, welche die Bezeichnung Wöllersdorf I–IV trugen. Sie entsprachen den Lokomotiven Eg 5-6 der Pressburgerbahn und kamen später zu Stern & Hafferl, wo die Lokomotiven Wöllersdorf II und III immer noch im Einsatz stehen.
Auf den verbliebenen Strecken der Schleppbahn kamen in den 1920er Jahren sogenannte Schienenautos zum Einsatz, bei welchen es sich um Umbauten aus Fross-Büssing-Lastwagen handelte.